# Хронобіологія
Хронобіоло́гія (від дав.-гр. χρόνος — «час») — галузь науки, яка досліджує періодичні (циклічні) феномени, що протікають в живих організмах в часі та їх адаптацію до сонячних і місячних ритмів. Ці цикли називають біологічні ритми.

## Види
Усі біологічні ритми за частотою повторення циклу поділяються на три групи:
- ритми високої частоти (ультрадіанна) з періодом, з періодом від 0,5 год до 20 год (ритми скорочення м'язів, дихання, біохімічних реакцій);
- ритми середньої частоти (циркадна, інфрадіанна) з періодом від 20 год до трьох діб (зміна сну та бадьорості, активності і спокою, коливання артеріального тиску і температури тіла);
- ритми низької частоти (циркасептанна, циркадісептанна, циркавігінтанна, циркатригінтанна, цирканнуальна) з періодом від трьох діб до одного року (зміна метаболізму живих організмів впродовж року) пов'язані з сезонними явищами: зміною температурного, світлового та режиму вологості.